# تحصیل لعل قلعه
تحصیل لعل قلعه (به انگلیسی: Lal Qilla Tehsil) یک تحصیل در پاکستان است که در خیبر پختونخوا واقع شده‌است.